# Considered Dead
Considered Dead prvi je studijski album kanadskog death metal-sastava Gorguts. Diskografska kuća R/C Records objavila ga je 8. listopada 1991.

## Pozadina
Nakon objavljena demoalbuma ...and Then Comes Lividity 1990. sastav je potpisao ugovor s diskografskom kućom Roadrunner Records. Album je snimljen u studiju Morrisound, a producirao ga je Scott Burns. Na albumu su se pojavili pjevač Cannibal Corpsea Chris Barnes i gitarist James Murphy. Album je remasteriran i ponovno objavljen 2004. s albumom The Erosion of Sanity. Ponovno je objavljen 2006. s demo pjesmama.

## Popis pjesama
Tekstovi: Luc Lemay, glazba: Gorguts, osim gdje je navedeno drugačije.
| 1.    | »...and Then Comes Lividity« (instrumentalna skladba) | Luc Lemay | 0:43 |
| 2.    | »Stiff and Cold«                                      |           | 4:27 |
| 3.    | »Disincarnated«                                       |           | 4:27 |
| 4.    | »Considered Dead«                                     |           | 3:31 |
| 5.    | »Rottenatomy«                                         |           | 4:45 |
| 6.    | »Bodily Corrupted«                                    |           | 3:41 |
| 7.    | »Waste of Mortality« (instrumentalna skladba)         |           | 4:37 |
| 8.    | »Drifting Remains«                                    |           | 3:43 |
| 9.    | »Hematological Allergy«                               |           | 4:09 |
| 10.   | »Inoculated Life«                                     |           | 3:53 |
| 37:56 |                                                       |           |      |

| Bonus pjesme na reizdanju iz 2006. | Bonus pjesme na reizdanju iz 2006. | Bonus pjesme na reizdanju iz 2006. | Bonus pjesme na reizdanju iz 2006. | Bonus pjesme na reizdanju iz 2006. | Bonus pjesme na reizdanju iz 2006. | Bonus pjesme na reizdanju iz 2006. | Bonus pjesme na reizdanju iz 2006. | Bonus pjesme na reizdanju iz 2006. | Bonus pjesme na reizdanju iz 2006. |
| Br.                                | Skladba                            | Trajanje                           |                                    |                                    |                                    |                                    |                                    |                                    |                                    |
| ---------------------------------- | ---------------------------------- | ---------------------------------- | ---------------------------------- | ---------------------------------- | ---------------------------------- | ---------------------------------- | ---------------------------------- | ---------------------------------- | ---------------------------------- |
| 11.                                | »Considered Dead« (demo)           | 3:36                               |                                    |                                    |                                    |                                    |                                    |                                    |                                    |
| 12.                                | »Rottenatomy« (demo)               | 4:47                               |                                    |                                    |                                    |                                    |                                    |                                    |                                    |
| 46:19                              |                                    |                                    |                                    |                                    |                                    |                                    |                                    |                                    |                                    |

## Osoblje
| Gorguts - Luc Lemay – vokal, gitara, akustična gitara, dizajn, logotip sastava - Sylvain Marcoux – gitara - Eric Giguere – bas-gitara - Stéphane Provencher – bubnjevi Dodatni glazbenici - Chris Barnes – prateći vokal (na 5., 6. i 9. pjesmi) - James Murphy – solo-gitara (na pjesmi "Inoculated Life") | Ostalo osoblje - Patricia Mooney – umjetnički smjer - Scott Burns – produkcija, inženjer zvuka, miks - Dan Seagrave – grafički dizajn - Michael Sarsfield – mastering - Jean Pierre Dubois – fotografije |